# Octuor à cordes (Ichmouratov)
Pour les articles homonymes, voir Octuor à cordes.
Octuor en sol mineur d'Airat Ichmouratov, op. 56, a été composé en décembre 2017. Il a été commandé et créé par les quatuors à cordes Saguenay et Lafayette le 13 janvier 2018 au Fanny Bay Hall, Fanny Bay, Colombie-Britannique, Canada. L'Octuor a été inspiré par la nouvelle de Stefan Zweig Lettre d'une inconnue et porte le même nom. En novembre 2018, le compositeur a fait un arrangement de l'octuor pour orchestre à cordes et il a été enregistré par l'Orchestre de chambre d'État Biélorusse avec Evgeny Bushkov comme chef d'orchestre et a été publié par Chandos Records. La version pour orchestre à cordes a été interprétée pour la première fois en public par l'Orchestre de chambre d'État Biélorusse avec Evgeny Bushkov comme chef d'orchestre le 13 mars 2019 à Minsk, en Biélorussie.

## Structure
L'œuvre comprend deux mouvements exécutés sans pause :
1. Largo – Adagio
2. Allegro-Largo

Une représentation typique de l'œuvre dure environ dix-huit minutes

## Instrumentation
La partition originale est pour un double quatuor à cordes avec quatre violons et des paires d'altos et de violoncelles.
Le compositeur a également transcrit la pièce pour orchestre à cordes, de sorte qu'elle est souvent jouée par des sections de cordes complètes utilisant plus de joueurs pour chaque partie ainsi qu'une partie de contrebasse ajoutée qui double généralement (mais pas toujours) la deuxième partie de violoncelle une octave plus bas.

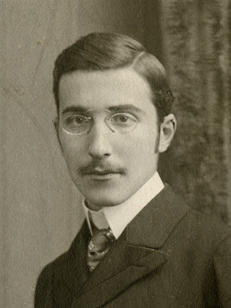
Stefan Zweig, dont le roman "Brief einer Unbekannten" a inspiré l'Octuor d'Ichmouratov

## Réception critique
L'enregistrement d'octet a obtenu des critiques moyennes à positives. Jeremy Pound de BBC Music Magazine a écrit : « Filmique, fougueuse, flamboyante et, certes, parfois un peu mousseuse, la musique orchestrale d'Ichmouratov est rarement ennuyeuse. Il bénéficie ici de performances de caractère."  Carlos Maria Solare de The Strad a écrit à propos d' Octet : "c'est la pièce la plus ambitieuse musicalement". Ateş Orga de ClassicalSource.com a écrit : « La puissance de l'écriture d'Ichmouratov, sa façon cinématographique de donner au sol mineur une vie et une mort née de l'élégiaque Tchaïkovski, de Mahlerian Schubert, de la Vienne fin de siècle, de la morosité de Chostakovitch en temps de guerre, m'a poussé à revenir à l'histoire originale . David Guttman de Gramophone résume une grande partie de sa réception: "Ici, il y a une plus grande capacité à penser en paragraphes et un style plus maigre d'émotion mélodique, complétant les Russes romantiques habituels avec des éléments rappelant Korngold, Schoenberg et Strauss".